# Madiha Kamel
Madiha Kamel (em árabe: مديحة كامل  ; 3 de agosto de 1948 - 13 de janeiro de 1997) foi uma atriz egípcia.

## Biografia
Madiha Kamel nasceu em Alexandria. Em 1963, ainda adolescente, sua família mudou-se para o Cairo. Acompanhada da mãe, ela se apresentou a um concurso de modelos. Ela foi selecionada e fez alguns desfiles para estilistas.
Ela foi notada por um diretor, Ahmed Diaa Eddine, que a incentivou a se tornar atriz. Ela aceitou uma de suas propostas de papel e atuou em Fatat shaza ( Abnormal Girl ), lançado em 1964; ela fez esquetes para teatro e rádio enquanto terminava seus estudos na Universidade Ain Shams. Ela desempenhou outros papéis secundários com outros diretores, e com vários atores principais, como seu papel em um filme lançado em 1974, Fi Saif Lazem Nihib ( In Summer We Must Love ), com Salah Zulfikar. Ela conseguiu seu primeiro papel principal muito mais tarde, em um filme lançado em 1978, El-Soud ela al-hawia ( Subindo ao Fundo ), de Kamal al-Sheikh, com Mahmoud Yassin como o outro ator principal. Neste filme, ela faz o papel de uma espiã egípcia que trai seu país. Na televisão, ela dividiu a liderança com Salah Zulfikar em Intiqam Imra'a ( A Woman's Revenge ), exibido na televisão egípcia e árabe pela primeira vez em 1983.
Em 1993, no meio das filmagens do filme Bawwâbat Iblîs ( The Gates of Satan ), ela foi diagnosticada com câncer de mama. Sem participar das filmagens das últimas sequências do filme, ela vai para o exterior para ser operada. Tratada, mas não totalmente curada, ela desistiu da carreira. Ela decidiu colocar o hijabe e fazer o haje (peregrinação a Meca). Em 1996, ela foi hospitalizada novamente por meses. Ela morreu em casa no início de 1997.

## Filmografia selecionada

### Filme
- 1964- Fatat shaza (An Abnormal Girl)
- 1966- 30 Yom Fel Segn (30 days in prison)
- 1970- Dalâl al-massriyyah (Dalal, the Egyptian)
- Al Sokkareya (1973)
- 1974- Fi Saif Lazem Nihib (In Summer We Must Love)
- 1977- The Hyena's Sun
- 1978- El-Soud ela al-hawia (Climbing to the Bottom)
- 1980- ‘Adkiyaa lakim Aghbiya (Smart but Stupid)
- 1981- ‘Ouyoun lâ tanâm (Eyes wide awake)
- 1983- Darb al-hawâ (The alley of love)
- 1984- Banât Iblîs (Daughters of Satan),
- 1985- Malaff fî-l-âdâb (Registered with the Morality Police)
- 1986- Lâ taudam-mirnî ma'ak (Don't Destroy Me with You)
- 1988- al-Foulous wa-l-wouhouch (Money and Monsters)
- 1989- al-'Agouz wa-l-baltaguî (The Old Man and the Rogue)
- 1990- El-Arafeet (The Devils)
- 1990- Chawader (Shawadir)
- 1993- Bawabat Iblees (The Gates of Satan)

### Televisão
- 1983- Intiqam Imra’a (A Woman’s Revenge)

### Teatro
- 1969- Hallo Shalaby (Hello Shalabi)